# Conclave de 1572

Escut papal de Sa Santedat el papa Gregori XIII

El Conclave de 1572 va ser la reunió per triar un nou papa realitzada després de la mort de Pius V. Va durar del 12 al 13 de maig de 1572.

## Divisió dels cardenals
El Col·legi Cardenalici estava dividit en diverses faccions. La majoria dels creats pel Papa Pius IV va seguir el lideratge dels seus nebots Carles Borromeo i Mark Sittich von Hohenems. Michele Bonelli, renebot de Pius V, era el líder dels cardenals nomenats per aquest pontífex. Alessandro Farnese era encara molt influent, i tenia adeptes no només entre els creats pel seu avi Pau III. Els interessos de Felip II van ser representats per Pacheco i Granvella. El cardenal Rambouillet va ser el principal representant de Carles IX de França en el conclave.

## Candidats al papat
Els cardenals Farnese, Savelli, Correggio, Ricci i Boncompagni van ser considerats els principals papables. Farnese va ser el més actiu en la promoció de la seva candidatura pròpia, però ell també es reunir l'oposició més forta. El seu principal adversari va ser el Cardenal Mèdici, a causa de la rivalitat entre la Casa dels Mèdici (Gran Ducat de Toscana) i de la Casa Farnese (Ducat de Parma), al nord d'Itàlia. També el rei Felip II estava contra la candidatura Farnese, perquè considerava que el seu ascens era perillós per a l'equilibri de poder a Itàlia. Els Farnese consideraven com a inacceptable l'elecció del auster Carles Borromeo. D'aquesta forma, hi havia la idea que el conclave duraria molt, tal vegada diversos mesos.

## Conclave
Els cinquanta-dos cardenals van entrar en el conclave, el 12 de maig. El mateix dia a la nit, va arribar-ne un més, Granvella, virrei de Nàpols i representant oficial de Felip II. El primer pas donat per Granvella va ser informar Alessandro Farnese que el Rei d'Espanya no acceptaria la seva elecció i va demanar-li que retirés la seva candidatura, a fi de mantenir la pau en Itàlia. Sorprès, Farnese va entendre que amb una oposició tan forta, mai obtindria la majoria necessària, però, admetent la seva derrota, volia ser capaç d'usar la seva influència efectiva en l'elecció del nou pontífex. Gairebé tot l'endemà, els líders de les faccions principals, Farnese, Bonelli, Granvelle i Borromeo, el van passar buscant un candidat de consens i, finalment, acordar triar els setanta anys d'Ugo Boncompagni. El primer escrutini va tenir lloc el 13 de maig a les sis. Al final de la fase d'accessus Ugo Boncompagni va ser triat Papa, rebent tots els vots, excepte el seu, que va donar a Granvella. Va acceptar la seva elecció i va agafar el nom de Gregori XIII, en honor del Papa Gregori I.
El poble de Roma va quedar sorprès amb una elecció tan ràpida, però es va congratular amb el nou papa, perquè no era ni molt religiós, ni un auster teatí, com temia la majoria. El 5 de maig, Gregori XIII va ser solemnement coronat pel cardenal Protodiaca Innocenzo del Monte.

## Cardenals votants
PIII = nomenat cardenal pel papa Pau III
JIII = nomenat cardenal pel papa Juli III
PaIV = nomenat cardenal pel papa Pau IV
PiIV = nomenat cardenal pel papa Pius IV
PV = nomenat cardenal pel papa Pius V
1. Giovanni Girolamo Morone (PIII)
2. Cristoforo Madruzzo (PIII)
3. Alexandre Farnese (PIII)
4. Otto Truchsess von Waldburg (PIII)
5. Giulio della Rovere (PIII)
6. Giovanni Ricci (JIII)
7. Scipione Rebiba (PIII)
8. Hipòlit II d'Este (PIII)
9. Giacomo Savelli (PIII)
10. Fulvio della Corgna, Orde del Sant Sepulcre de Jerusalem (JIII)
11. Luigi Cornaro (JIII)
12. Girolamo Simoncelli (JIII)
13. Scipione Rebiba (PaIV)
14. Giovanni Antonio Serbelloni (PiIV)
15. Carles Borromeo (PiIV)
16. Mark Sittich von Hohenems (PiIV)
17. Alfonso Gesualdo (PiIV)
18. Giovanni Francesco Gambara (PiIV)
19. Stanisław Hozjusz (PiIV)
20. Antoine Perrenot de Granvelle (PiIV)
21. Ludovico d'Este (PiIV)
22. Ludovico Madruzzo (PiIV)
23. Innico d'Avalos d'Aragona, Orde de Sant Jeroni (PiIV)
24. Francisco Pacheco de Toledo (PiIV)
25. Girolamo Corregio (PiIV)
26. Ferran I de Mèdici[9] (PiIV)
27. Marcantonio Colonna (PiIV)
28. Tolomeo Gallio (PiIV)
29. Prospero Pubblicola Santacroce (PiIV)
30. Marco Antonio Bobba (PiIV)
31. Ugo Boncompagni (elegit com Gregori XIII) (PiIV)
32. Alexandre Sforza (PiIV)
33. Flavio Fulvio Orsini (PiIV)
34. Francesco Alciati (PiIV)
35. Guido Luca Ferrero (PiIV)
36. Alessandro Crivelli (PiIV)
37. Benedetto Lomellini (PiIV)
38. Guglielmo Sirleto (PiIV)
39. Gabriele Paleotti (PiIV)
40. Michele Bonelli, Orde dels Predicadors (PV)
41. Giovanni Paolo della Chiesa (PV)
42. Antonio Carafa (PV)
43. Marco Antonio Maffei (PV)
44. Pier Donato Cesi (PV)
45. Charles d'Angennes de Rambouillet (PV)
46. Felice Peretti Montalto, Orde de Frares Menors Conventuals (futur Papa Sixt V) (PV)
47. Giovanni Aldobrandini (PV)
48. Girolamo Rusticucci (PV)
49. Giulio Aquaviva d'Aragona (PV)
50. Archangelo Bianchi, Orde dels Predicadors (PV)
51. Paolo Burali d'Arezzo, Teatins (PV)
52. Vincenzo Giustiniani, Orde dels Predicadors (PV)
53. Gian Girolamo Albani (PV)

### Absents
1. Georges d'Armagnac (PIII)
2. Enric I de Portugal (PIII)
3. Carles de Lorena (1524-1574) (PIII)
4. Carles I de Borbó-Vendôme (PIII)
5. Innocenzo del Monte (JIII)
6. Louis de Lorraine de Guise (JIII)
7. Zaccaria Delfino (PiIV)
8. Antoine de Créquy Canaples (PiIV)
9. Giovanni Francesco Commendone (PiIV)
10. Diego Espinoza (PV)
11. Gaspar Cervantes (PV)
12. Giulio Antonio Santorio (PV)
13. Nicolas de Pellevé (PV)